# Bučje (miasto Pleternica)
Bučje – wieś w Chorwacji, w żupanii pożedzko-slawońskiej, w mieście Pleternica. W 2011 roku liczyła 318 mieszkańców.